# Mirai Nagasu
Mirai Aileen Nagasu (Montebello, 16 aprile 1993) è un'ex pattinatrice artistica su ghiaccio statunitense, specializzata nel singolo.
Durante il programma libero della gara a squadre alle Olimpiadi invernali 2018 è diventata la prima donna statunitense ad eseguire un triplo axel e la terza nel mondo in assoluto.

## Palmarès
GP: Grand Prix; CS: Challenger Series; JGP: Junior Grand Prix
| Internazionali | Internazionali | Internazionali | Internazionali | Internazionali | Internazionali | Internazionali | Internazionali | Internazionali | Internazionali | Internazionali | Internazionali | Internazionali | Internazionali | Internazionali |
| Evento | 2006–07        | 2007–08        | 2008–09        | 2009–10        | 2010–11        | 2011–12        | 2012–13        | 2013–14        | 2014–15        | 2015–16        | 2016–17        | 2017–18        | 2019–20        | 2022–23        |
| --- | -------------- | -------------- | -------------- | -------------- | -------------- | -------------- | -------------- | -------------- | -------------- | -------------- | -------------- | -------------- | -------------- | -------------- |
| Giochi olimpici invernali |                |                |                | 4°             |                |                |                |                |                |                |                | 10°            |                |                |
| Campionati mondiali |                |                |                | 7°             |                |                |                |                |                | 10°            |                | 10°            |                |                |
| Campionati dei Quattro continenti |                |                |                |                | 3°             |                |                | 10°            |                | 2°             | 3°             |                |                |                |
| GP Trophée Eric Bompard |                |                |                |                | 2°             |                |                |                |                |                |                |                |                |                |
| GP Rostelecom Cup |                |                |                |                |                |                |                | 3°             | 4°             |                |                | 9°             |                |                |
| GP Cup of China |                |                |                | 5°             | 4°             | 2°             | 4°             |                |                |                |                |                |                |                |
| GP NHK Trophy |                |                | 8°             |                |                |                | 3°             | 8°             |                | 5°             | 5°             | 4°             |                |                |
| GP Skate Canada |                |                |                | 4°             |                | 5°             |                |                |                |                | 9°             |                |                |                |
| GP Skate America |                |                | 5°             |                |                |                |                |                | 6°             |                |                |                |                |                |
| CS Autumn Classic |                |                |                |                |                |                |                |                |                |                | 1°             |                |                |                |
| CS Ice Challenge |                |                |                |                |                |                |                |                |                | 1°             |                |                |                |                |
| CS Lombardia Trophy |                |                |                |                |                |                |                |                |                |                | 3°             |                |                |                |
| CS Nebelhorn Trophy |                |                |                |                |                | 1°             |                |                |                | 5°             |                |                |                |                |
| CS U.S. Classic |                |                |                |                |                |                |                |                | 5°             |                |                | 2°             |                |                |
| Finlandia Trophy |                |                |                |                |                |                | 3°             | 4°             |                |                |                |                |                |                |
| Internazionali: Junior |                |                |                |                |                |                |                |                |                |                |                |                |                |                |
| Campionati mondiali | 2°             | 3°             |                |                |                |                |                |                |                |                |                |                |                |                |
| JGP Finale |                | 1°             |                |                |                |                |                |                |                |                |                |                |                |                |
| JGP Croazia |                | 1°             |                |                |                |                |                |                |                |                |                |                |                |                |
| JGP U.S.A. |                | 1°             |                |                |                |                |                |                |                |                |                |                |                |                |
| Nazionali |                |                |                |                |                |                |                |                |                |                |                |                |                |                |
| Campionati statunitensi | 1° J           | 1°             | 5°             | 2°             | 3°             | 7°             | 7°             | 3°             | 10°            | 4°             | 4°             | 2°d            |                |                |
| Eventi a squadre |                |                |                |                |                |                |                |                |                |                |                |                |                |                |
| Giochi olimpici invernali |                |                |                |                |                |                |                |                |                |                |                | 3° S 2° P      |                |                |
| Japan Open |                | 3° S 5° P      |                |                |                |                |                |                | 2° S 5° P      |                |                | 3° S 4° P      | 3° S 6° P      | 2° S 6° P      |
| J = Junior; R = Ritirata S = Risultato della squadra; P = Risultato personale. Medaglie assegnate solo per il risultato della squadra. |                |                |                |                |                |                |                |                |                |                |                |                |                |                |